# Hestrie Cloete
Hestrie Cloete OIS (Germiston, 26 de agosto de 1978) é uma ex-atleta sul-africana, especializada no salto em altura.
Praticante do esporte desde os 13 anos de idade, foi campeã internacional pela primeira vez aos 17 anos nos Jogos Pan-Africanos de 1995 disputados em Harare, no Zimbabwe, que voltou a vencer na edição seguinte, em 1999, em Johannesburg em seu país natal. Ainda nos anos 1990 foi medalha de ouro nos Jogos da Commonwealth de 1998 em Kuala Lumpur e da edição seguinte, em Manchester, Inglaterra, no ano de 2002, então já com o nome de casada, Storbeck. Neste último, venceu com a marca de 1,96, recorde da Comunidade Britânica.
Suas maiores conquistas na carreira foram o bicampeonato mundial em Edmonton 2001 e Paris 2003 – onde venceu fazendo sua melhor marca pessoal, 2,06 m – e as duas medalhas de prata conquistadas nos Jogos Olímpicos de Sydney 2000 e Atenas 2004.